# Downtown (singolo Petula Clark)
Downtown è una canzone che ha riscosso enorme successo in tutto il mondo, sia con la versione originale che con le reinterpretazioni realizzate in seguito.

## Il brano
Si tratta di una canzone pop scritta da Tony Hatch dopo la sua prima visita a New York. 
Originariamente, il compositore aveva intenzione di affidarla al gruppo Drifters ma fu invece cantata da Petula Clark. 
Il singolo venne pubblicato nel novembre 1964 mondialmente e riscosse un successo planetario, conquistando in particolar modo i mercati inglese (seconda posizione e disco d'oro), irlandese e danese (seconda posizione), francese (in francese "Dans le temps" che arriva in sesta posizione), italiano, tedesco (prima posizione per otto settimane), austriaco ed indiano (terza posizione), olandese (quarta posizione), norvegese (ottava posizione) ma riscuotendo un ottimo successo anche in Canada, Australia, Nuova Zelanda, Rhodesia e Sudafrica (prima posizione) e USA, dove la carriera della cantante proseguì in maniera egregia piazzando altri quindici singoli nella top 40 del paese. 
È stata inoltre la prima canzone cantata da una donna inglese a raggiungere la vetta della classifica Billboard Hot 100 per due settimane e fu insignita del Grammy Award come Best Rock and Roll Song nel 1965.
La versione spagnola ("Chao Chao") arriva in prima posizione per tre settimane.

### La versione in italiano
Petula Clark realizzò anche una versione in italiano, che fu incisa con il testo di Vito Pallavicini e con il titolo Ciao ciao, pubblicata nell'aprile del 1965 dalla casa discografica Vogue. 
Presentata da Mike Bongiorno alla trasmissione La fiera dei sogni e da Giorgio Gaber, conduttore del varietà Le nostre serate, la canzone ottenne d'essere selezionata da Vittorio Salvetti per il Festivalbar, che vincerà, raggiungendo anche il primo posto nella classifica dei 45 giri per 2 settimane ed al 5º posto assoluto nei singoli più venduti del 1965.
La canzone è stata registrata nuovamente dalla stessa cantante altre tre volte, nel 1976 con sonorità dance, nel 1984 con una nuova base strumentale e nel 1996, mentre è stata remixata e ripubblicata nel 1988, 1999, e 2003.
In seguito agli attentati dell'11 settembre 2001, la canzone è stata utilizzata in alcuni sponsor per incoraggiare i turisti a visitare di nuovo Manhattan, e in seguito è stata utilizzata nello stesso modo per le città Chicago, Indianapolis, e Singapore.

### Premi
- Grammy Award come "Best Rock and Roll Song" 1965
- Ivor Novello Award come "Outstanding Song of the Year" 1964
- Silver Record (1964) per 250,000 copie vendute in UK
- Gold Record (1965) per un milione di vendite in UK
- Gold Record (1965) per un milione di vendite in USA
- Cash Box International Gold Award (1965)
- Radio Caroline Bell Award (UK) (1965)
- Festivalbar (1965)
- Grammy Hall of Fame Award (2003)

## Le cover
La canzone è stata eseguita da altri numerosi artisti dopo la pubblicazione originale; tra questi si possono menzionare Dolly Parton, Emma Bunton, The B-52's, Björk (durante un concerto di fama internazionale), Frank Sinatra, Allan Sherman, Skinny Puppy e l'ultima, del 2007, è di Jann Arden. Nella versione italiana è stata incisa anche da Nancy Cuomo per la KappaO. È stata anche cantata da Giorgia (nella versione originale) durante la sigla di chiusura della seconda puntata del programma di Fiorello, in onda su Raiuno il 21 novembre 2011, Il più grande spettacolo dopo il weekend.

### Versione di Dolly Parton
La più famosa è quella di Dolly Parton del 1984. Dopo aver registrato la traccia nel dicembre del 1983, la canzone apparve nell'album di cover della cantante, intitolato "The Great Pretender". La reinterpretazione è stata estratta dall'album ed ha avuto un successo moderato, raggiungendo la posizione numero 87 della classifica Billboard Hot 100 e la posizione 27 nella Hot Country Songs degli USA.

### Versione di Emma Bunton
Downtown è stata incisa nel 2006 dalla cantante inglese Emma Bunton e pubblicata come primo singolo dall'album della cantante Life in Mono nel novembre 2006. Il singolo è stato selezionato come singolo ufficiale per la raccolta di beneficenza della rete televisiva BBC Children in Need. È stato il singolo a raggiungere posizioni più alte nella classifica inglese dopo What Took You So Long?.

#### Video
Diretto da Harvey & Carolyn, che avevano già prodotto per la stessa cantante il video di Maybe, il video era ambientato in una camera d'albergo e ritraeva la cantante nei panni di una cameriera e conteneva anche alcuni pezzi tratti dalla trasmissione Strictly Come Dancing, la versione locale di Ballando con le stelle, alla quale la cantante aveva partecipato poche settimane prima.
Il video ha suscitato un particolare interesse perché ricco di doppi sensi riguardanti il sesso, ma la cantante ha smentito le accuse in varie occasioni, tra cui un'intervista al giornale musicale "Popjustice".

#### Tracce e formati
UK CD 1
1. Downtown
2. Downtown (Elements Club Radio Edit)

UK CD 2
1. Downtown
2. Something Tells Me
3. Perhaps, Perhaps, Perhaps
4. Downtown (video)

### Classifiche
| Classifica          | Posizione |
| ------------------- | --------- |
| UK Singles Chart    | 3         |
| Irish Singles Chart | 36        |